# Le Purificateur
Pour les articles homonymes, voir The Order.
Pour plus de détails, voir Fiche technique et Distribution.
Le Purificateur ou L'Ordre au Québec (The Order) est un film américano-germanique réalisé par Brian Helgeland et sorti en 2003.

## Synopsis
Alex Bernier est membre d'un ordre ésotérique de prêtres connu sous le nom de Caroliniens. Après une série de meurtres inexpliqués dont celui du chef de cet ordre secret, Alex est envoyé à Rome afin d'enquêter sur les circonstances énigmatiques de ces assassinats. Le corps du prêtre porte des marques étranges sur le torse qui pourraient être la signature d'un expiateur de péchés, William Eden, un renégat qui offre l'absolution et les rituels ultimes, pratiques religieuses non reconnues par l'Église. Alex se trouve alors précipité dans une spirale mortelle. Ses investigations le conduiront au Purificateur, un être diabolique, figure mythique de l'ordre secret.

## Fiche technique
Sauf indication contraire, les informations mentionnées dans cette section peuvent être confirmées par la base de données cinématographiques IMDb,  présente dans la section « Liens externes ».
- Titre français : Le Purificateur
- Titre québécois : L'Ordre
- Titre original : The Order
- Titre de travail : The Sin Eater
- Réalisateur et scénario : Brian Helgeland
- Photographie : Nicola Pecorini
- Musique : David Torn
- Montage : Kevin Stitt
- Production : Craig Baumgarten et Brian Helgeland

Production exécutive : Thomas M. Hammel et Michael Kuhn
- Société de distribution : 20th Century Fox, Baumgarten Merims Productions et N1 European Film Produktions GmbH & Co. KG
- Distribution : 20th Century Fox (États-Unis), UGC Fox Distribution (France)
- Budget : 38 000 000 $[1]
- Pays de production :  États-Unis,  Allemagne
- Langues originales : anglais, italien, syriaque et araméen
- Format : Couleurs - 1,85:1 - Dolby - 35 mm
- Genre : thriller, horreur
- Durée : 102 minutes
- Dates de sortie[2] :
  - États-Unis : 5 septembre 2003
  - France : 19 novembre 2003
- Public : interdit en salles aux moins de 12 ans[Où ?]

## Distribution
- Heath Ledger (VF : Damien Boisseau) : Alex Bernier
- Shannyn Sossamon (VF : Julie Dumas) : Mara Sinclair
- Benno Fürmann (VF : Xavier Béja) : William Eden
- Mark Addy (VF : Sylvain Lemarie) : Thomas Garrett
- Peter Weller (VF : Georges Claisse) : Driscoll
- Francesco Carnelutti (VF : Robert Darmel) : Dominique
- Richard Bremmer (VF : Michel Favory) : propriétaire de la librairie
- Cristina Maccà : Sœur Franca
- Paola Emilia Villa : Sœur Marie

## Production

### Genèse et développement
Environ sept ans avant la sortie du film, Brian Helgeland découvre le terme de sin-eater — littéralement « mangeur de péchés » — qui désigne des purificateurs. Ces personnes étaient jadis chargées d'écouter et d'assumer les péchés des mourants pour ensuite les absoudre. Leur rituel consistait à placer du pain et du sel sur la poitrine de la personne mourante, à lancer une incantation et enfin à consommer le sel et le pain pour ainsi ingérer toutes les mauvaises actions commises par le pécheur. Le réalisateur-scénariste Brian Helgeland est très séduit par cette idée. Pour étoffer son scénario, il se rend notamment à Rome, pour se renseigner sur le rôle du purificateur et s'entretient avec l'exorciste principal du Vatican.

### Attribution des rôles
Le réalisateur-scénariste Brian Helgeland retrouve ici trois acteurs de son film précédent Chevalier (2001) : Heath Ledger, Shannyn Sossamon et Mark Addy. Le rôle principal devait cependant initialement être tenu par Antonio Banderas. Cependant, la production avait été mise en pause par la Fox, qui voulait réduire le budget et engager un acteur moins couteux qu'Antonio Banderas.
Vincent Cassel est initialement engagé pour tenir le rôle de William Eden. Cependant, en raison de divergences artistiques avec le réalisateur, il quitte le film peu avant le début du tournage. Son agent déclare « Il y a eu incompatibilité sur la vision de son personnage. Vincent n'ayant pas trouvé ce qu'il recherchait dans celui-ci, il a préféré quitter le projet ». Le rôle revient alors à l'Allemand Benno Fürmann.
Selon Brian Helgeland, Peter Weller s'est fortement impliqué dans son rôle et a fait de nombreuses recherches.

### Tournage
Le tournage a lieu majoritairement en Italie. À Rome, l'équipe tourne notamment aux studios Cinecittà, au Palazzo Taverna et la Villa Aldobrandini ou encore dans l'imposante Villa d'Hadrien à Tivoli non loin de Rome. Le tournage a également lieu à Naples (et son palais royal) pendant une semaine et dans la ville voisine de Caserte (et son palais royal. Quelques prises de vues ont lieu à New York et Paris.

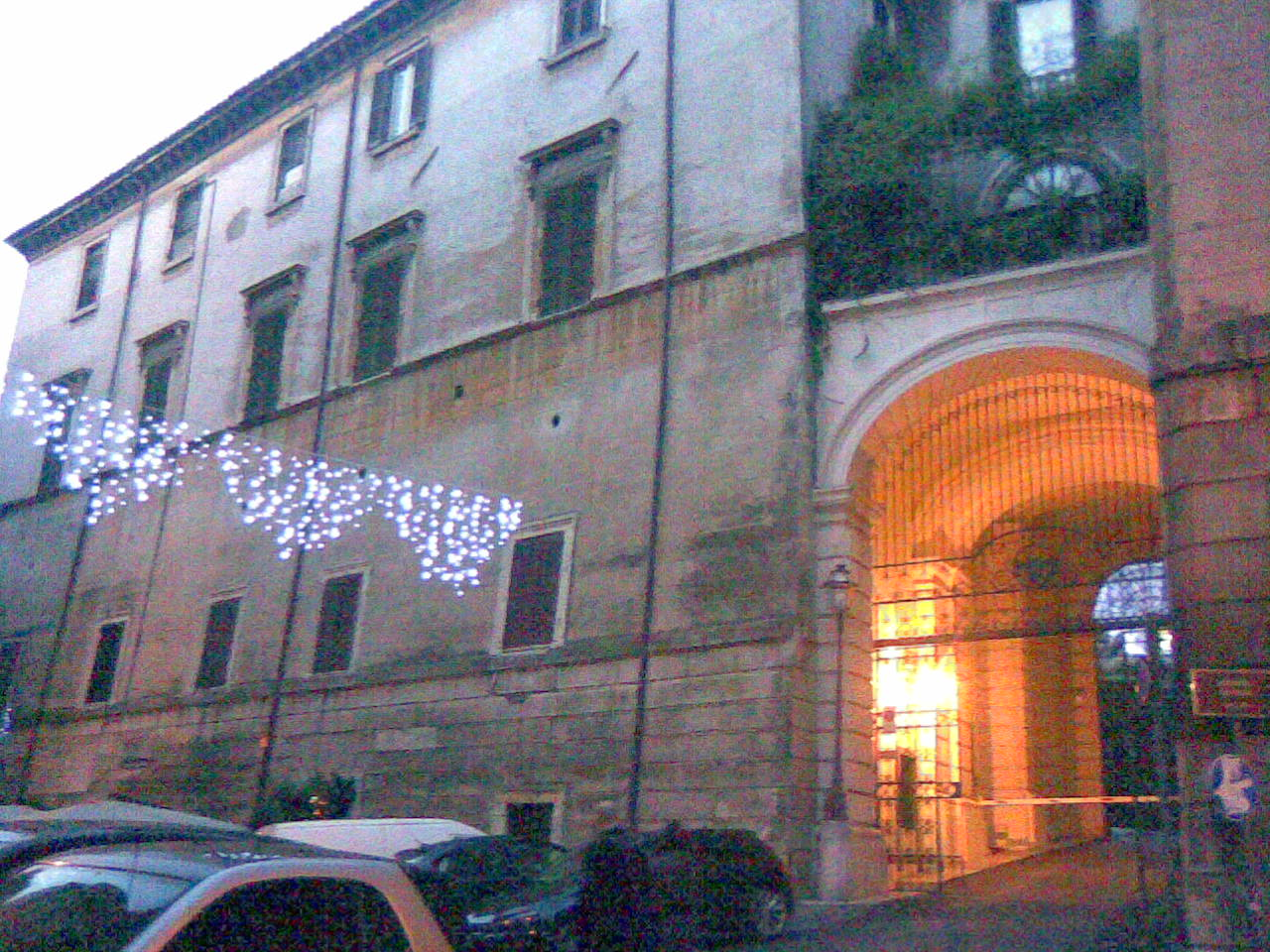
Le Palazzo Taverna
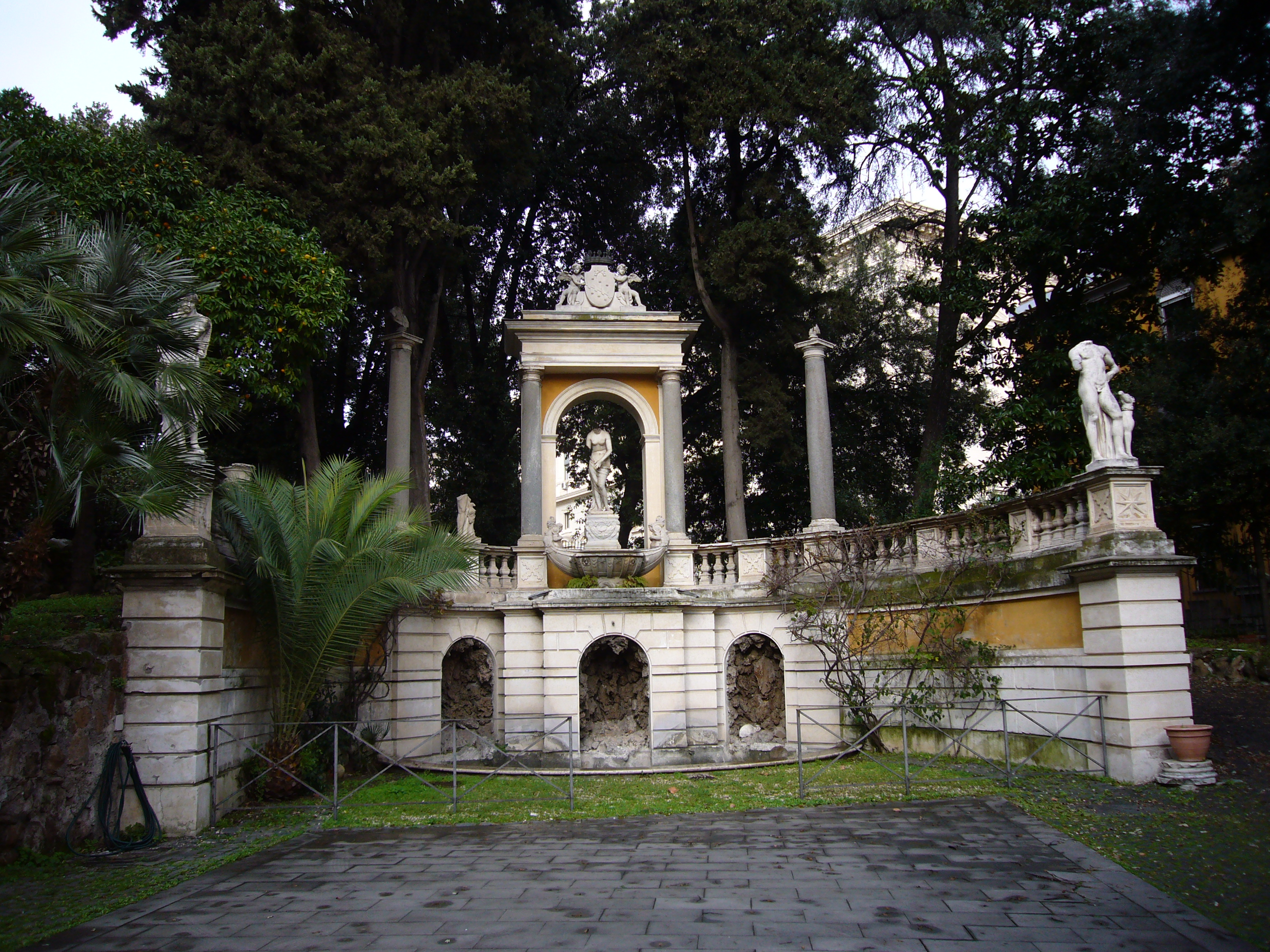
La Villa Aldobrandini
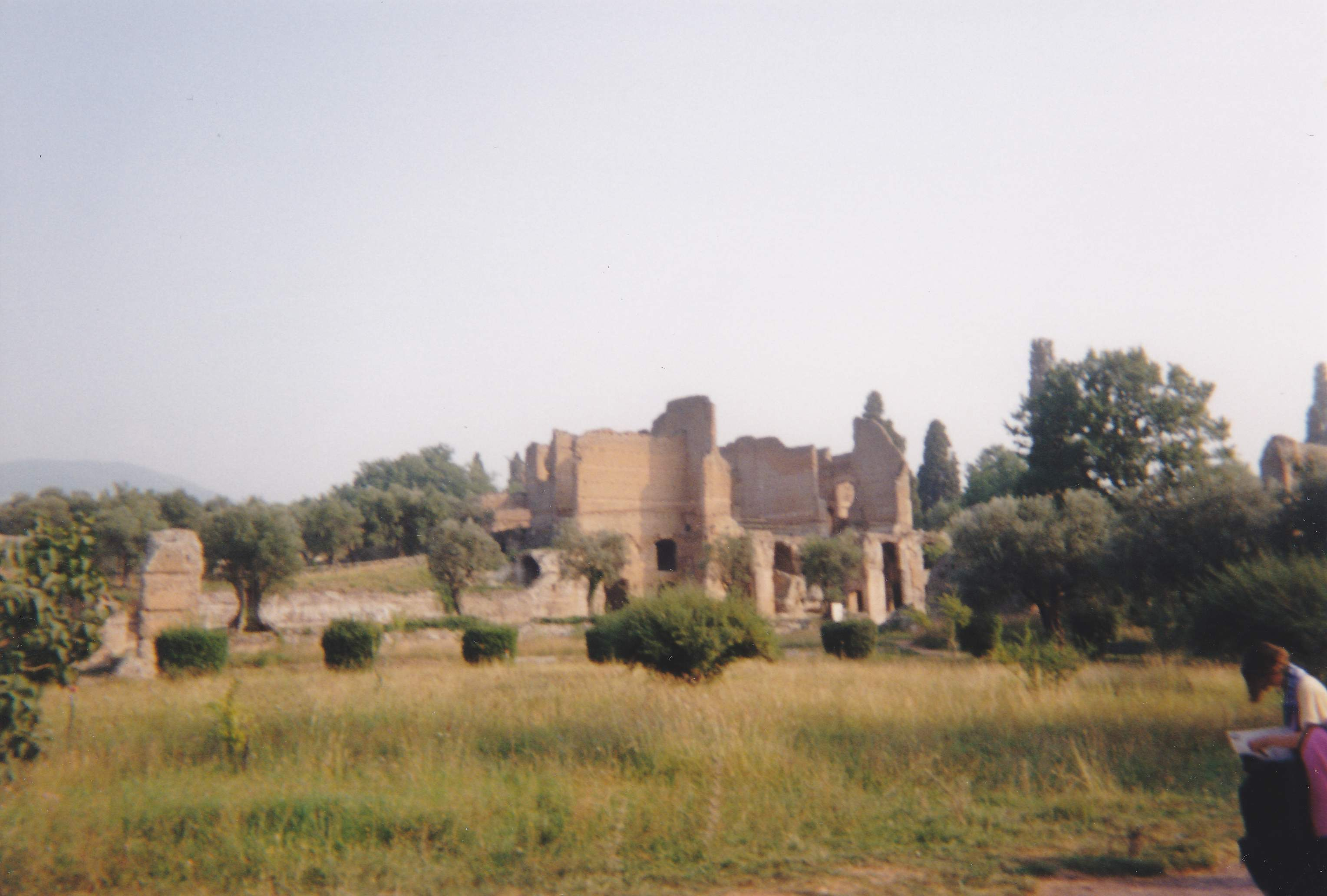
Villa d'Hadrien
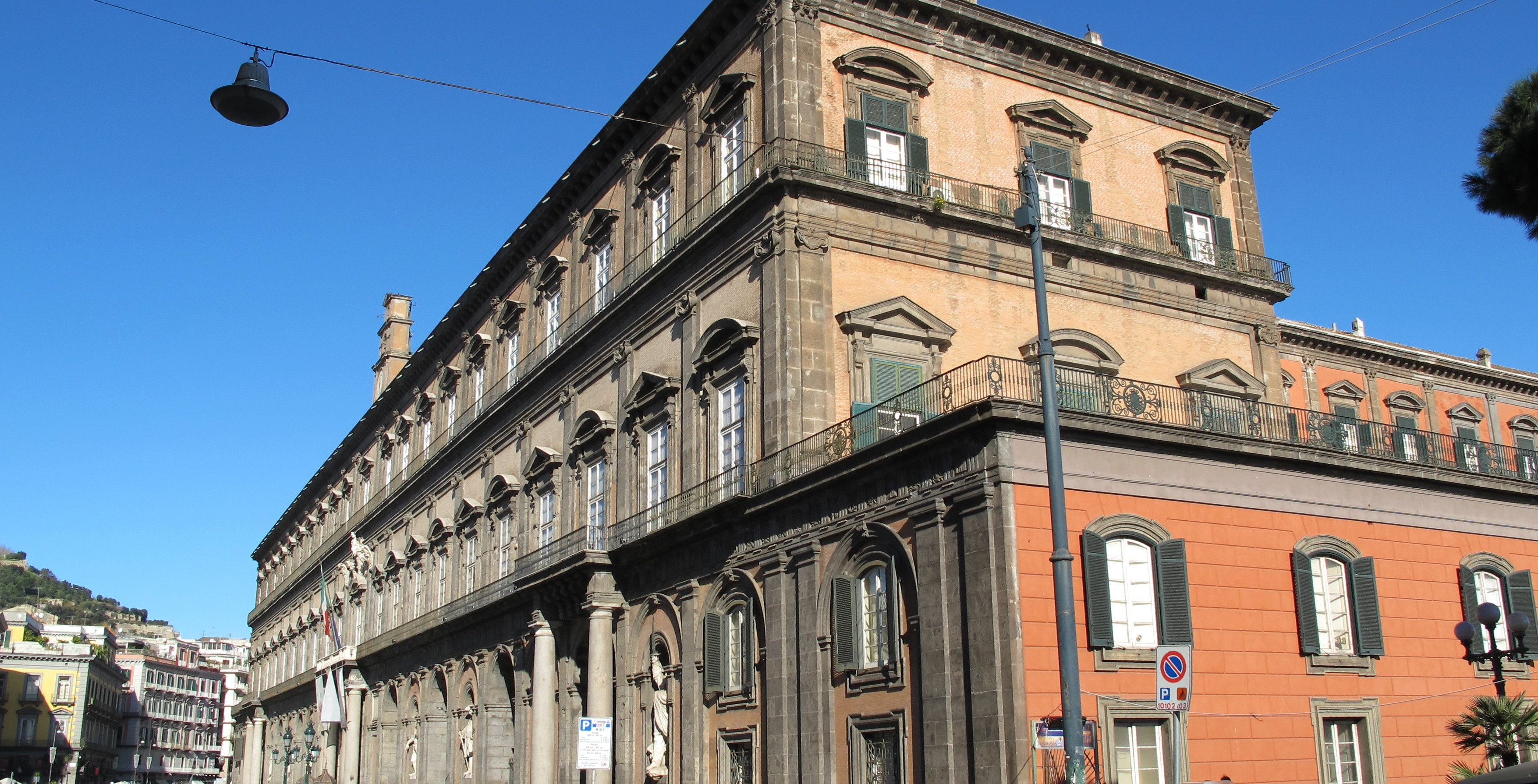
Le palais royal de Naples
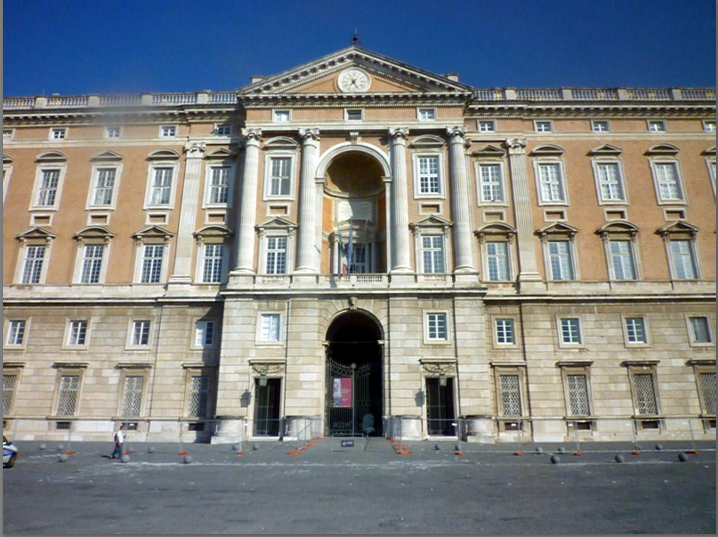
Le palais de Caserte

Sur le tournage, les acteurs sont entourés de divers conseillers techniques qui les initient aux rites religieux, à donner la messe en latin, à bien porter les habits, à respecter les coutumes du Vatican et même à mener des exorcismes.

## Accueil

### Critique
Le film reçoit des critiques globalement négatives. Sur l'agrégateur américain Rotten Tomatoes, il récolte 8% d'opinions favorables pour 60 critiques et une note moyenne de 3⁄10. Le consenus du site est « un thriller religieux plus léthargique et idiot que passionnant ». Sur Metacritic, il obtient une note moyenne de 21⁄100 pour 17 critiques.
En France, le film obtient une note moyenne de 2⁄5 sur le site AlloCiné, qui recense 8 titres de presse. Les critiques recensées par le site sont donc mitigées, comme celle de Matthieu Darras de Positif qui écrit notamment : « Brian Helgeland aurait, dit-on, consulté un exorciste du Vatican à des fins documentaires. L'histoire ne dit pas si ce dernier se retrouve dans ce galimatias infatué au vocable pompier, transpirant les connaissances fraîchement acquises et mal digérées. Le mauvais goût peut atteindre des sommets quand, de plus, il est accompagné d'une certaine ambition. » Dans Première, Christian Jauberty écrit quant à lui « Difficile de reconnaitre le scénariste de Mystic River en Brian Helgeland, qui porte ici le chapeau tant pour le scénario indigent que pour la réalisation dont la lourdeur voudrait sottement passer pour de la solennité ». Pour Jacques Morice de Télérama « plus qu'un mauvais film, Le Purificateur est avant tout un mystère cinématographique qui ne mérite même pas une curiosité minimale ».

### Box-office
Le film est un échec au box-office avec seulement 17 millions récoltés, pour un budget de production estimé à 38 millions,.
| Pays ou région    | Box-office     | Date d'arrêt du box-office | Nombre de semaines |
| ----------------- | -------------- | -------------------------- | ------------------ |
| États-Unis Canada | 7 660 806 $    | 30 octobre 2003            | 8                  |
| France            | 13 331 entrées | -                          | -                  |
| Total mondial     | 11 560 806 $   | -                          | -                  |